# Valea Bancului
Valea Bancului – wieś w Rumunii, w okręgu Suczawa, w gminie Coșna. W 2011 roku liczyła 140 mieszkańców.